# Soldados da borracha
Os soldados da borracha foram os brasileiros que entre 1943 e 1945 foram alistados e transportados para a Amazônia pelo Serviço Especial de Mobilização de Trabalhadores para a Amazônia (SEMTA), com o objetivo de extrair borracha para os Estados Unidos da América (Acordos de Washington) na II Guerra Mundial.
Estes foram os peões do segundo ciclo da borracha e da expansão demográfica da Amazônia. O contingente de soldados da borracha é calculado em mais de 55 mil, sendo na grande maioria nordestinos. Critérios idealizados de juventude foram utilizados para selecionar os seus participantes, o que consolida a relação entre o condicionamento físico e a identidade nacional no período do Estado Novo.
Os soldados da borracha, depois de alistados, examinados e dados como habilitados nos alojamentos em Fortaleza (Prado e Alagadiço), recebiam um kit básico de trabalho na mata, que constitui-se de: uma calça de mescla azul, uma camisa branca de morim, um chapéu de palha, um par de alpercatas, uma mochila, um prato fundo, um talher (colher-garfo), uma caneca de folha de flandres, uma rede, e um maço de cigarros Colomy. O ponto de partida para muitos deles foi a Ponte Metálica (porto de Fortaleza naquela época).[carece de fontes?]
Só na Amazônia estes receberam o treinamento para a extração da borracha.

## As falsas promessas
Foi prometido aos soldados da borracha que, após a guerra, estes retornariam à terra de origem. Na prática, a maioria deles morreu de doenças como malária ou por influência de atrocidades da selva. Os sobreviventes ficaram na Amazônia por não terem dinheiro para pagar a viagem de volta, ou porque estavam endividados com os seringalistas (donos de seringais).
Ao contrário dos Pracinhas, estes só foram reconhecidos como combatentes da 2ª Guerra Mundial em 1988, e apenas com este reconhecimento tiveram direito a uma pensão vitalícia no valor de dois salários mínimos. Tempos depois, os soldados que sobreviveram receberam uma pensão pelo serviço prestado. Os jovens obrigados a alistar-se no exército tinham duas opções: irem para a Amazônia ou para a Itália na guerra, e escolhiam a opção de ir para a extração da borracha.[carece de fontes?]
Em 2013, a PEC 346 da Câmara dos Deputados é encaminhada ao Senado Federal do Brasil e transformada em Emenda Constitucional. Em 2014, o Congresso Nacional aprova a concessão de indenização no valor de vinte e cinco mil reais, parcela única, aos soldados sobreviventes e modifica a base de cálculo do reajuste da pensão vitalícia para seus dependentes, de um e meio para dois salários mínimos mensais.

## Borracha para a vitória
Em 2004, o cineasta Wolney Oliveira realizou um documentário resgatando a história dos milhares de brasileiros nordestinos recrutados para trabalhar nos seringais amazônicos.